# Боткамп
Боткамп (нім. Bothkamp) — громада в Німеччині, розташована в землі Шлезвіг-Гольштейн. Входить до складу району Плен. Складова частина об'єднання громад Прец-Ланд.
Площа — 13,80 км2. Населення становить 270 ос. (станом на 31 грудня 2020).

## Галерея

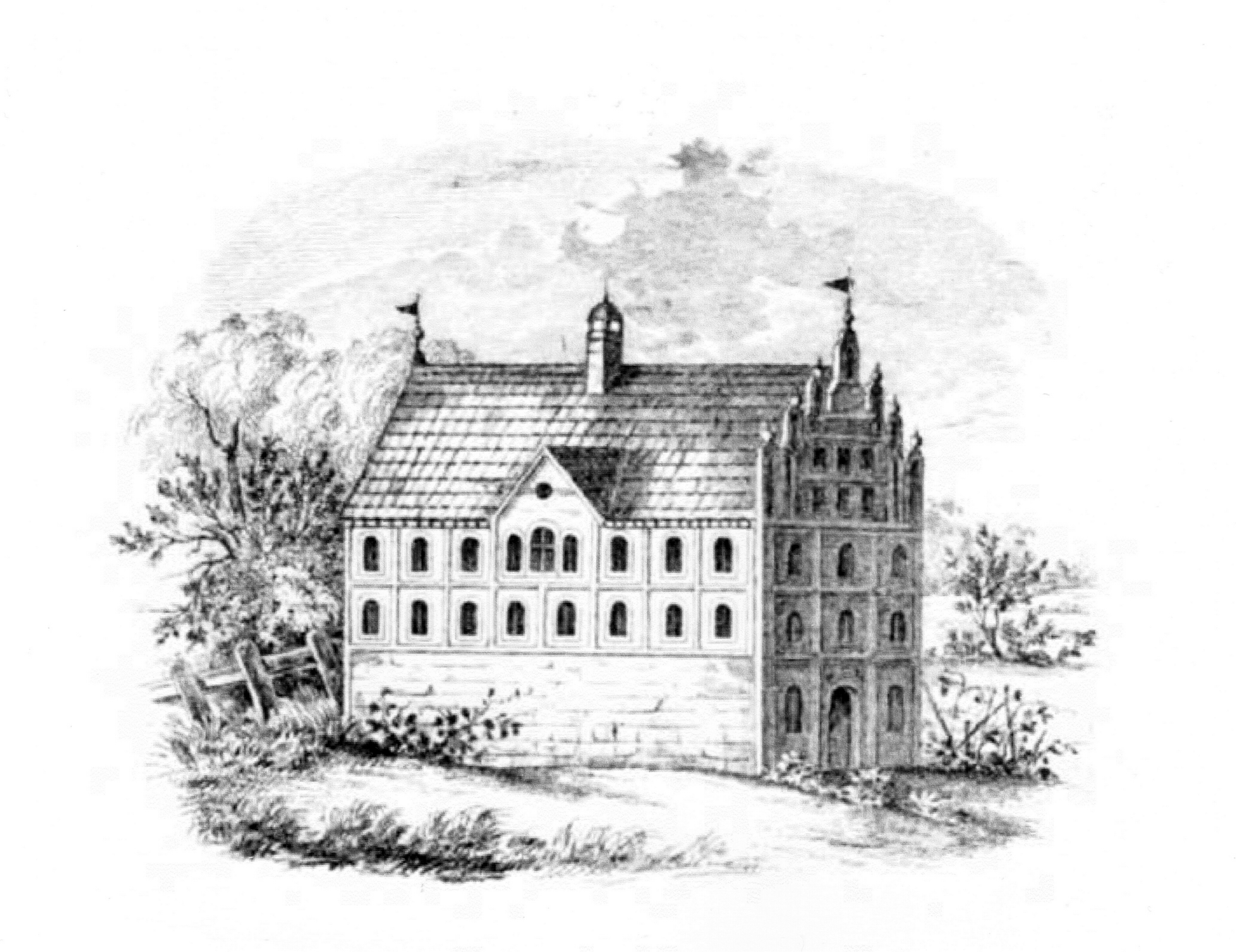
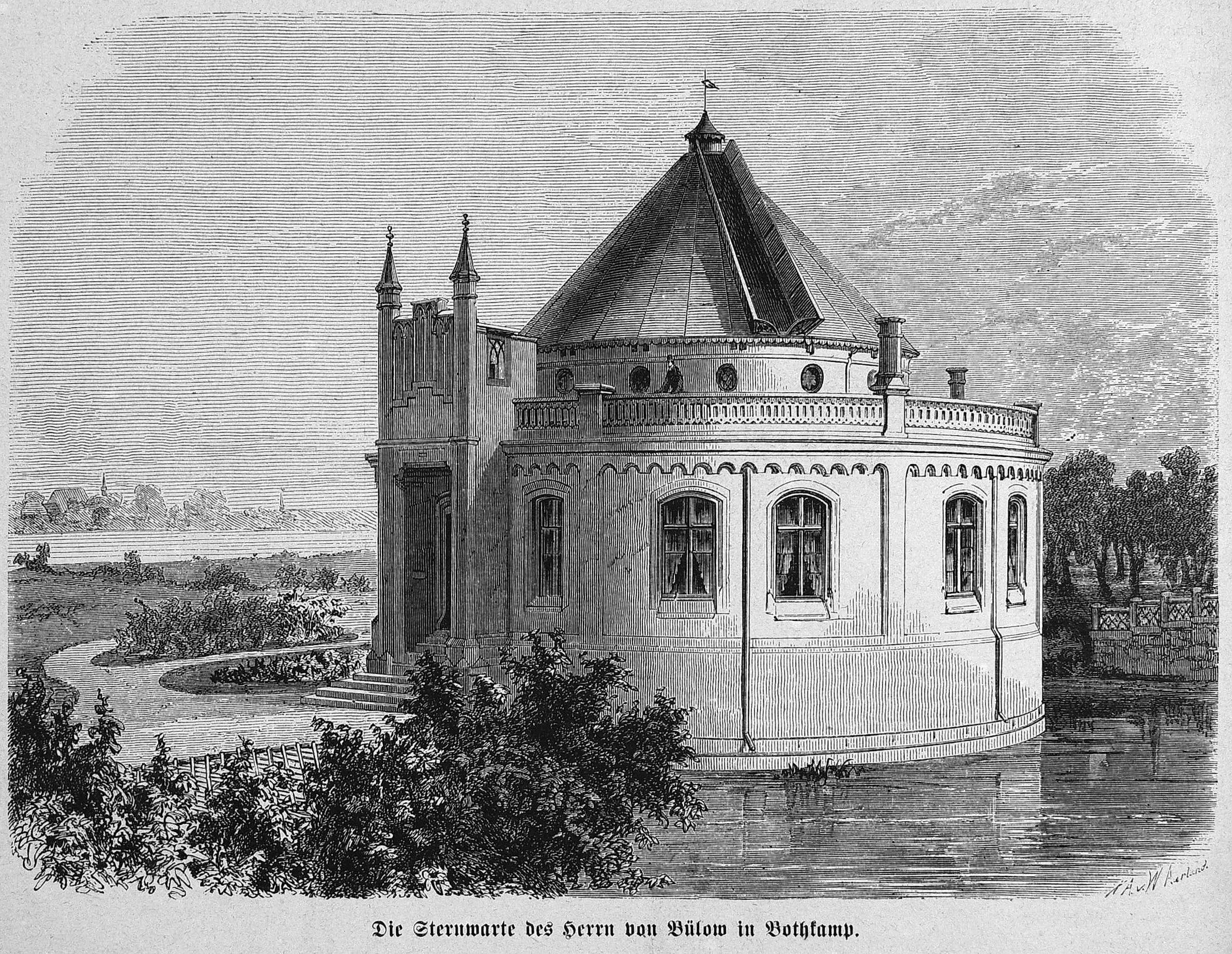